# Scott Watson
Anthony Scott Watson (Upper Darby (Pennsylvania), 16 september 1962) is een Amerikaans componist, muziekpedagoog en pianist.

## Levensloop
Watson volgde een muziekopleiding aan de West Chester Universiteit van Pennsylvania in West Chester (Pennsylvania) en behaalde daar zijn Bachelor of Science. Vervolgens
studeerde hij muziektheorie en compositie aan de Temple University in Philadelphia (Pennsylvania) bij onder andere Maurice Wright en Matthew Greenbaum. Aldaar behaalde hij zowel zijn Master of Music alsook zijn Doctor of Musical Arts in compositie.
Hij is assistent-professor muziektheorie en technologie aan het Esther Boyer College of Music van de Temple University in Philadelphia (Pennsylvania). Verder doceert hij instrumentale muziek aan openbare scholen in de "Parkland School District" van Allentown (Pennsylvania) en is docent in het Summer Music Studies Program van de Villanova University in Villanova (Pennsylvania).
Als componist schrijft hij werken voor orkest, harmonieorkest, muziektheater, koren en kamermuziek.

## Composities

### Werken voor orkest
- 2000 Hymn and Declaration, voor kamerorkest
- 2001 Concerto, voor trompet en orkest
  1. Introduction/Allegro moderato
  2. Calmo
  3. Allegro assai
- Festive Intrada, voor piano en strijkorkest
- In the Cool Department, voor orkest

### Werken voor harmonieorkest
- 1999 Aesop's Fables, voor spreker en harmonieorkest
- Appalachian Hoedown, voor harmonieorkest
- At the Feast of Stephen, voor harmonieorkest
- Awake the Iron, voor harmonieorkest
- Country Dance, voor harmonieorkest
- Concert Piece, voor hoorn solo en harmonieorkest
- Fantasy On An Old English Air "Drink to Me Only With Thine Eyes", voor harmonieorkest
- Figurations, voor harmonieorkest
- Freedom Brigade, voor harmonieorkest
- Golden Legacy, voor harmonieorkest
- Ghosts in the Graveyard, voor harmonieorkest
- Hanukah Is Here, voor harmonieorkest
- Heavy Metal, voor harmonieorkest
- Jolly Old St. Nick, voor harmonieorkest
- Joyful Rock, voor harmonieorkest
- Magic Valley, voor harmonieorkest
- Morning Star, voor harmonieorkest
- Night Journey, voor harmonieorkest
- On Holiday, voor harmonieorkest
- Siege of Badon Hill, voor harmonieorkest
- Silent Night, Holy Night, voor harmonieorkest
- Slam Jam!, voor harmonieorkest
- Walkin' Cool, voor harmonieorkest

### Werken voor koren
- 2001 The Mystic Trumpeter, voor mannenkoor, trompet en piano - tekst: Walt Whitman
- 2004 Sing to the Lord a New Song, voor mannenkoor a capella
- 2006 What Child Is This?, voor gemengd koor, piano en dwarsfluit
- Be My Hands and Feet, voor gemengd koor en piano

### Kamermuziek
- 1988 Five Carols, voor dwarsfluit en piano (of harp)
- 1997 Legend, voor dwarsfluit, cello en piano
- Christ the Lord is Risen Today, voor 2 trompetten, 2 trombones, orgel en pauken
- Five More Carols, voor dwarsfluit en piano (of harp)
- John the Baptist, voor spreker, dwarsfluit, piano en cello - tekst: Bijbel
- "Prayer" uit het "Concerto for Trumpet and Orchestra", voor trompet en orgel

### Werken voor slagwerk
- 1992 Dark Chase, voor 10 slagwerkers